# アミノレブリン酸シンターゼ

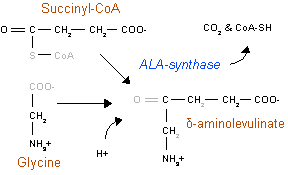
アミノレブリン酸合成

アミノレブリン酸シンターゼ(Aminolevulinic acid synthase)とは、グリシンと転移酵素 EC 2.3.1.37．スクシニルCoAを基質、ピリドキサールリン酸を補酵素として5-アミノレブリン酸を合成する酵素である。ミトコンドリア内に所在する。

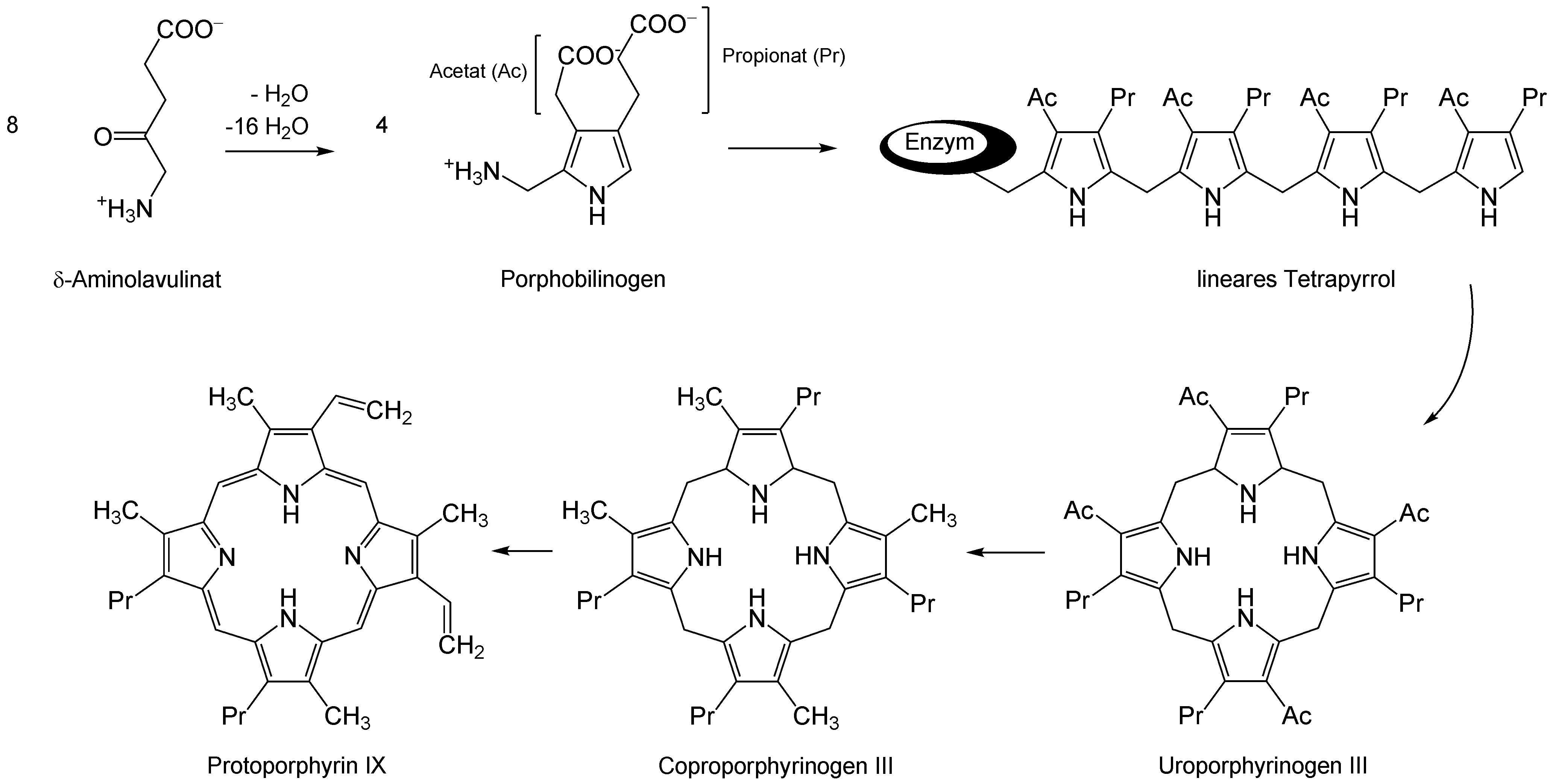
δ-アミノレブリン酸からプロトポルフィリンIXまでの生合成経路

ヘム合成の第1段階の反応である。ヒトにおいてはアミノレブリン酸シンターゼの転写は、鉄と結合していないポルフィリン中間体の蓄積を防ぐために、ポルフィリンとの結合要素である Fe2+ の存在の有無によって厳密に管理されている。体内には2種類のアミノレブリン酸シンターゼが存在する。1つは、赤血球前駆細胞で発現し、もう1つは全身で発現するものである。赤血球の形成は、X染色体上の遺伝子に記述されているが、もう1つは3染色体の遺伝子上に記述されている。X染色体に関連した鉄芽球性貧血は、X染色体上のアミノレブリン酸シンターゼの遺伝子の変異によって起こるが、もう1つの遺伝子の変異は何の疾患も発生させない。
アミノレブリン酸シンターゼは、補因子であるピリドキサールリン酸とともにグリシンからカルボキシル基を離脱させ、スクシニルCoAからCoAを離脱させ、分子中の4番目の炭素上のアミノ基を意味するδ-アミノレブリン酸を形成する。